# Calasterias toyamensis
Calasterias toyamensis is een zeester uit de familie Asteriidae.
De wetenschappelijke naam van de soort werd in 1975 gepubliceerd door Hayashi.